# ديفيد جورج
ديفيد جورج (بالإنجليزية: David George) هو دراج جنوب أفريقي، ولد في 23 فبراير 1976 في كيب تاون في جنوب أفريقيا.

## وصلات خارجية
- ديفيد جورج على موقع أرشيف الدراجات (الإنجليزية)
- ديفيد جورج على موقع إحصائيات الدراجات الإحترافية (الإنجليزية)
- ديفيد جورج على موقع أوليمبيديا (الإنجليزية)
- ديفيد جورج على موقع دورة ألعاب الكومنولث 2006 (مؤرشف) (الإنجليزية)